# アル＝ファオ上陸戦
アル＝ファオ上陸戦(Al-Fao Landing、ファオ上陸とも)とは、第一次世界大戦中の1914年11月6日から11月8日に起きた、イギリス軍によるオスマン帝国支配下のファオ半島に対する上陸作戦。

## 背景
第一次世界大戦の開戦後、イギリスはペルシャ湾岸のファオ半島にあったイギリス資本のアングロ・ペルシア石油会社の石油施設がオスマン帝国によって脅かされることを危惧していた。石油施設を保全するために、イギリスはオスマン帝国勢力下の湾岸地帯を制圧することを決断した。ファオ半島にはペルシャ湾においてオスマン帝国軍の一大拠点であるファオ要塞があり、これを排除する必要があった。

## 上陸作戦
1914年11月6日にファオ半島の海岸に最初のイギリスの第一陣が上陸した。上陸の先遣はウォルター・デラメイン准将率いる英印軍第6プーナ歩兵師団であった。上陸直後、シャットゥルアラブ川河口にあったファオ要塞から激しい機関銃射撃を受けた。要塞に向けて前進を開始するが、重砲がまだ到着していなかったため、要塞に近づくことすら不可能であった。要塞からは銃撃だけでなく、散発的に砲撃もあったため、上陸部隊は要塞の周囲に塹壕を掘って砲撃をしのいだ。

## ファオ要塞の戦い
上陸から2日後の11月8日に後続の砲兵部隊及び重砲が到着し、すぐさまファオ要塞に砲撃を開始した。砲撃によって要塞の壁が崩壊し、そこからイギリス軍が要塞内に突撃した。突撃から45分後、イギリス軍はファオ要塞を占領し、オスマン帝国軍将兵300人を捕虜にした。翌日、無力化されたアル＝ファオ港から残りの部隊が上陸した。

## 影響
アル＝ファオが占領されたことによって、オスマン帝国はペルシャ湾の全域の支配力を喪失し、イギリスの石油施設も確保された。しかし、オスマン帝国支配下のバグダッドが近傍にあったため、この地域の脅威は去っていなかった。イギリスは1917年にバグダッドを占領するまでメソポタミアでオスマン帝国と攻防を繰り広げることとなった。